# 資産担保証券
資産担保証券 (Asset Backed Security) は企業のもつ資産の価値やキャッシュ・フローを裏付けとして発行される社債またはCP（コマーシャルペーパー）。ABSの略称で呼ばれる。
基本的には、キャッシュフローを生み出すものならばABSの担保にすることが可能であり、実際に、売掛債権、リース債権、自動車ローンなどのABSなどが発行されている。ABS発行の仕組みとしては、企業などが保有する資産を証券化商品の発行体として設立されたSPC（特別目的会社）に売却し、SPCがその資産を裏付けにして証券を発行し投資家に販売して資金を調達する。売却する資産が債権資産ならその企業は債権を割り引いて売却することにより債権の期日到来以前に現金を入手でき、買い取った側（SPC）は割引額と証券の利払いの利ざやを入手できる。